# Ed Benes
Pour les articles homonymes, voir Benes.
José Edilbenes Bezerra né le 20 novembre 1972 à Alto Santo au Brésil est un dessinateur de comics.

## Biographie
Il a travaillé sur des séries telles que Birds of Prey, Supergirl et Superman. Il a aussi réalisé les crayonnés de Justice League of America chez DC Comics.

## Œuvres
- Superman (DC Comics)
- Supergirl
- Birds of Prey
- Justice League of America
- Gen 13 (Image Comics)
- Glory (Awesome Comics/Maximum Press)
- Gunfire (DC Comics)
- Thundercats The Return (Wildstorm)
- Teen Titans
- Journey into Mystery #503 (Marvel)
- Captain Marvel vol.2 (1995) (Marvel)
- Sci-Tech (Wildstorm)
- The Omen: Vexed (Chaos! Comics)
- Countdown to Final Crisis 2007
- Codename: Knockout
- Chastity: Lust For Life (Chaos! Comics)
- Artemis: Requiem #1-6 (DC Comics) 2008
- WildC.A.T.S: Covert Action Teams
- Vandala II (Chaos! Comics) 2001
- Avengelyne / Glory: The Godyssey (Maximum Press)